# Jedino Hrvatska
Jedino Hrvatska, bila je hrvatska desna politička koalicija stranaka, udruga i građana.  

## Povijest
Koalicija Jedino Hrvatska nastala je pred izbore za Hrvatski sabor 2007. godine. Koaliciju je predvodio Ivić Pašalić (HB) a uključivala je 23 stranke i udruge kojima je zajednička bila "Tuđmanova baština". U početku se je uključila i Stranka hrvatskih branitelja, ali je izišla prije izbora. Na izborima za Hrvatski sabor 2007. godine nije uspjela prijeći izborni prag.
Koalicija je bila protiv pristupanja Hrvatske EU, NATO-u i zapadnom Balkanu a podržavala je uspostavu hrvatske federalne jedinice u BiH.
Za naziv Koalicije uzeta je životna krilatica Brune Bušića: "Jedino Hrvatska!"